# Peers consulting + technology
Peers Consulting + Technology é uma empresa brasileira de consultoria em negócios e tecnologia, fundada em 2012, com sede em São Paulo. Atua nas áreas de supply chain, analytics, transformação digital e cibersegurança. Em 2024, foi incluída pela Financial Times na lista das Americas’ Fastest-Growing Companies.

## História
A empresa iniciou suas atividades em 2012. Em 2021, registrou receita de R$ 61,8 milhões e, no primeiro trimestre de 2022, alcançou R$ 12,3 milhões, um crescimento de 57 % em relação ao mesmo período do ano anterior.  
Entre 2019 e 2022, o quadro de colaboradores passou de 62 para 214 pessoas.  
Em 2023, foi listada no ranking “Mais Incríveis” do UOL Economia na categoria de serviços diversos.

## Atuação
A Peers desenvolve projetos em quatro frentes principais:
- Supply Chain e Operações – projetos de logística, definição de infraestrutura e fornecedores;
- Analytics e Performance Financeira – indicadores financeiros e análise de dados;
- Cybersecurity – gestão de riscos digitais e segurança da informação;
- Transformação Digital – automação de processos e implementação de tecnologias.

## Reconhecimento
Em 2023, foi citada no relatório ISG Provider Lens™ Supply Chain Services, que analisou fornecedores da área de cadeia de suprimentos.
No mesmo ano, foi tema de reportagem da Veja sobre o aumento de contratações, que chegaram a 100 entre janeiro e agosto, com projeção de receita de R$ 170 milhões.  
Também foi listada pela Financial Times em 2024 entre as empresas de crescimento mais rápido das Américas, com taxa de crescimento anual composta (CAGR) de 51,37 % e aumento de receita de 247 %.

## Estratégia de expansão
Em janeiro de 2024, reportagens indicaram que a Peers havia registrado receita anual de R$ 126 milhões em 2023, resultado de 25 % de crescimento orgânico e aquisições realizadas naquele ano. A empresa planejava sua terceira aquisição no Brasil e considerava expandir com compras em países como Estados Unidos, Holanda e Espanha. O plano incluía avaliar cerca de 300 empresas com potencial de crescimento, com duas já adquiridas (Actar, de cibersegurança, e Join Analytics, de inteligência artificial).

## Programas e liderança
Em abril de 2025, abriu inscrições para a 11ª edição do programa de estágio “Centro de Desenvolvimento Peers” (CDPeers), com cerca de 50 vagas.
No mesmo ano, anunciou a chegada de Lucien Cohen (ex-Accenture) como Diretor de Alianças Estratégicas. Também apareceu no ranking LinkedIn Top Companies 2025, que lista empresas com oportunidades de crescimento profissional.

## Clientes e cultura
Segundo reportagens de mercado, a empresa realizou projetos para organizações como C&A, Alpargatas, Grupo Boticário, Porto Seguro e Itaú Educação & Trabalho.